# The Prom
The Prom (bra A Festa de Formatura) é um filme americano de 2020 do gênero comédia musical, dirigido por Ryan Murphy, com roteiro de Jack Vertel baseado no musical homônimo, que tem música de Matthew Sklar, letra de Chad Beguelin e libreto de Bob Martin e Beguelin, por sua vez inspirados num conceito original de Jack Viertel.

## Elenco
- Meryl Streep ...... Dee Dee Allen
- James Corden ...... Barry Glickman
- Sam Pillow ...... Barry Glickman (criança)
- Jo Ellen Pellman ...... Emma Nolan
- Nicole Kidman ...... Angie Dickinson
- Keegan-Michael Key ...... Tom Hawkins
- Andrew Rannells ...... Trent Oliver
- Ariana DeBose ...... Alyssa Greene
- Kerry Washington ...... sra. Greene
- Tracey Ullman ...... Vera Glickman
- Kevin Chamberlin ...... Sheldon Saperstein
- Mary Kay Place ...... vó Bea
- Logan Riley Hassel ...... Kaylee
- Sofia Deler ...... Shelby
- Nathaniel J. Potvin ...... Kevin
- Nico Greetham ...... Nick

## Produção
Dee Dee Allen (Meryl Streep), duas vezes vencedora do Tony Award, faz parceria com Barry Glickman (James Corden) em um musical sobre a primeira-dama Eleanor Roosevelt, que acaba fracassando. Cada um deles recebe “críticas de fim de carreira” e optam por reviver seus meios de subsistência encontrando uma causa de caridade para apoiar. Eles se juntaram no esforço pela veterana do teatro da Broadway, corista Angie Dickinson (Nicole Kidman), e pelo azarado ator Trent Oliver (Andrew Rannells). Eles encontram uma causa em Emma Nolan (Jo Ellen Pellman), uma estudante do último ano proibida de levar sua namorada Alyssa (Ariana DeBose) ao baile. O quarteto da Broadway vai para Edgewater, Indiana para ajudar as adolescentes lésbicas.
A CNN observa que o projeto do filme é sobre “tema com a defesa de Ryan Murphy por mais inclusão em Hollywood”, incluindo sua liderança na Half Initiative 2017, para “criar representação igual para mulheres e minorias atrás das câmeras”. Murphy anunciou planos para a adaptação durante uma apresentação de caridade do musical no Longacre Theatre de Nova York em abril de 2019.
Em 25 de junho de 2019, Meryl Streep, James Corden, Andrew Rannells e Nicole Kidman foram revelados como os quatro protagonistas, com Keegan-Michael Key como o diretor da escola e Awkwafina como a publicitária Sra. Sheldon (uma mudança de gênero em Sheldon Saperstein do  produção de palco). Ariana Grande foi inicialmente escalada como Alyssa Greene, uma líder de torcida popular, mas enrustida, e namorada de Emma, mas os conflitos de agenda com a Sweetener World Tour forçaram Grande a desistir. Kerry Washington foi escalada em outubro, com Ariana DeBose entrando em novembro, substituindo Grande no papel de Alyssa. Jo Ellen Pellman foi escalada como Emma após uma busca nacional para um dos papéis principais do filme. Em 25 de janeiro de 2020, Awkwafina saiu do filme devido a conflitos de programação e o papel foi reformulado para Kevin Chamberlin. Em 25 de junho de 2020, Tracey Ullman e Mary Kay Place foram anunciadas no filme.
As filmagens começaram em 11 de dezembro de 2019 em Los Angeles. Em 12 de março de 2020, a produção foi suspensa devido à pandemia do COVID-19. Antes disso, as filmagens haviam encerrado as filmagens, faltando apenas dois dias para a filmagem da segunda unidade, que estava inicialmente programada para retomar em meados de abril, mas acabou atrasada para o verão. A produção foi retomada em 23 de julho de 2020.

## Lançamento
O filme foi lançado na Netflix em 11 de dezembro de 2020. O teaser trailer foi lançado em em 21 de outubro de 2020.

## Recepção
No site agregador de resenhas Rotten Tomatoes, o filme tem uma taxa de aprovação de 58% com base em 174 resenhas, com uma classificação média de 5,9/10. O consenso dos críticos do site diz: "Por meio de canções ardentes e intervalos de dança, a bonança de brilho, brilho e jazz do The Prom pode ser suficiente para levar o público para longe." No Metacritic, o filme tem uma pontuação média de 56 de  100, com base em 34 críticos, indicando "críticas mistas ou médias".
Peter Bradshaw, do The Guardian, deu ao filme quatro de cinco estrelas, escrevendo que é "tão bobo que você apenas tem que se divertir". Ele passou a elogiar os números musicais e a mensagem de amor-próprio do filme. Brian Pruitt do USA Today também deu ao filme quatro estrelas de quatro, chamando-o de uma "adaptação alegre".
Por outro lado, Mary Sollosi da Entertainment Weekly deu ao filme uma nota "D" chamando-o de "narrativamente desleixado, emocionalmente falso, visualmente feio, moralmente superior e pelo menos 15 minutos a mais". Jesse Hassenger do The A.V.  Club deu ao filme um "D +", descrevendo-o como "um disparate das estrelas, sentir-se bem, zazzy".